# Werk aan de Korte Uitweg

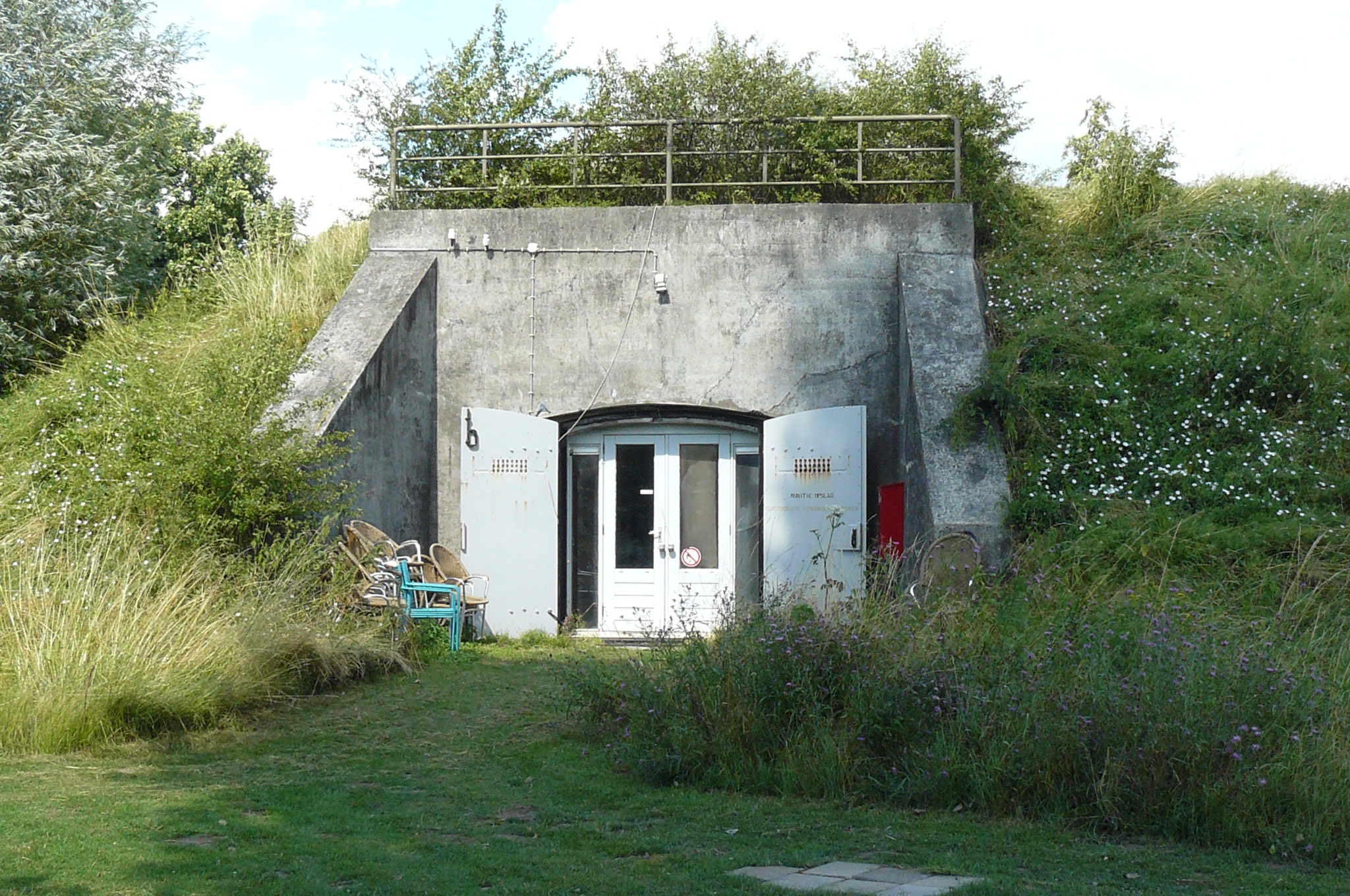
De remise

Het Werk aan de Korte Uitweg is een onderdeel van de Nieuwe Hollandse Waterlinie en werd gebouwd tussen 1873 en 1879. Het Werk aan de Korte Uitweg ligt 1000 meter ten noorden van Fort Honswijk (aan de Lange Uitweg direct ten westen van buurtschap Molenbuurt) en maakt deel uit van de Stelling van Honswijk.
In 1871 is het Werk aan de Korte Uitweg aangelegd als aarden verdedigingswerk. Aan de oostkant, de kant waar de vijand werd verwacht, kwam een aarden wal voor opstelplaatsen voor kanonnen. Rondom het fort ligt een gracht en het is daarmee een eiland.
In 1877 kwam in het midden van het fort een kleine, bomvrije kazerne, met ruimte voor ongeveer 160 man. Het gebouw heeft dikke gemetselde muren. Daarachter liggen meerdere aantal langwerpige boogvormige vertrekken, met ramen en deuren aan de keelzijde. De kazerne was bedoeld voor verblijf en logies van de manschappen, maar diende ook als opslag voor wapens en munitie. Verder kwam er een remise voor de opslag van kanonnen. De remise ligt in de frontwal en bij het naderen van de vijand konden de kanonnen snel worden opgesteld. Hier werd ook munitie voor de kanonnen opgeslagen. Buiten de gracht werd een fortwachterswoning gebouwd. Het geheel was in 1879 gereed.
Tussen het werk en Fort Honswijk ligt een beschut liggende weg met parallel eraan een aarden wal over een lengte van 850 meter. Aan de andere zijde van de aarden wal loopt het kanaal voor de inundatie. In oorlogstijd konden de troepen zich veilig verplaatsen tussen Fort Honswijk, Lunet aan de Snel en het Werk aan de Korte Uitweg.
Na de Tweede Wereldoorlog is het Werk aan de Korte Uitweg gebruikt voor opslag van brugmateriaal voor het leger. Het waren voornamelijk betrof houten planken die op de Lekbrug naar Culemborg konden worden gelegd. Met deze planken werd de spoorlijn bruikbaar voor autoverkeer. Voor het kazernegebouw ligt nog rails en hiermee oefenden de militairen met de planken.
In 1985 werd Staatsbosbeheer eigenaar. In 1999 is het fort hersteld door vrijwilligers. Het Werk is in erfpacht gegeven aan de stichting 'Werk aan de Korte Uitweg'. De stichting zorgt voor zo veel mogelijk herstel en behoud van het fort en openstelling voor het publiek.
Het fort wordt geëxploiteerd door Reinaerde. Er is een theehuis, vergaderruimte en een natuurkampeerterrein. Bij het fort werken professionals, vrijwilligers en mensen met een achterstand tot de arbeidsmarkt die een ontwikkeltraject volgen. Rondom het fort zijn diverse fiets- en wandelroutes te vinden.